# Fabio Tamburini
Fabio Antonio Domenico Tamburini (Milano, 23 giugno 1954) è un giornalista, saggista ed economista italiano, dal 12 settembre 2018 direttore de Il Sole 24 Ore.

## Biografia
Laureato in Giurisprudenza, ha cominciato a lavorare come giornalista al mensile Espansione e poi come vicedirettore del settimanale MF Milano Finanza.
È nella redazione economica de la Repubblica a Milano, dove è stato inviato e vicecaporedattore.
È stato inviato per Il Sole 24 Ore, caporedattore e capo servizio del settimanale economico Il Mondo.
Dal 2005 al 2013 è stato direttore dell'agenzia di stampa Radiocor. Dal 2 luglio 2010 al 2013 ha diretto anche l'emittente radiofonica Radio 24. È poi divenuto vicedirettore dell'agenzia di stampa ANSA.
L'11 settembre 2018 succede a Guido Gentili come direttore responsabile del quotidiano Il Sole 24 Ore. Assume anche, per la seconda volta, la direzione dell'emittente Radio 24 e dell'agenzia di stampa Radiocor.
Fabio Tamburini è stato professore presso l’Università degli Studi di Napoli Federico II di Napoli in Storia economica ed Economia degli intermediari finanziari e dell’Università degli Studi di Parma presso la facoltà di Economia e commercio.

## Opere
- Un siciliano a Milano, Longanesi, 1992. ISBN 978-8830410725
- Misteri d'Italia, Longanesi, 1995. ISBN 978-8830413337
- Affari in Piazza. La storia della borsa nel racconto dei suoi protagonisti, Longanesi, 2001. ISBN 978-8830418257
- Storie di borsa quotidiana. I protagonisti dell'economia e della finanza raccontano come è cambiata Piazza Affari e la crescita del mondo imprenditoriale italiano, Il Sole 24 Ore, 2008. ISBN 978-8883639203
- Wall Street: la stangata. Cosa abbiamo imparato per non perdere più soldi, Baldini Castoldi Dalai, 2009. ISBN 978-8860736710